# Haliotis diversicolor
Haliotis diversicolor (em inglês variously coloured abalone ou Tokobushi abalone) é uma espécie de molusco gastrópode marinho pertencente à família Haliotidae. Foi classificada por Reeve, em 1846. É nativa do oeste do oceano Pacífico, em águas rasas.

## Descrição da concha

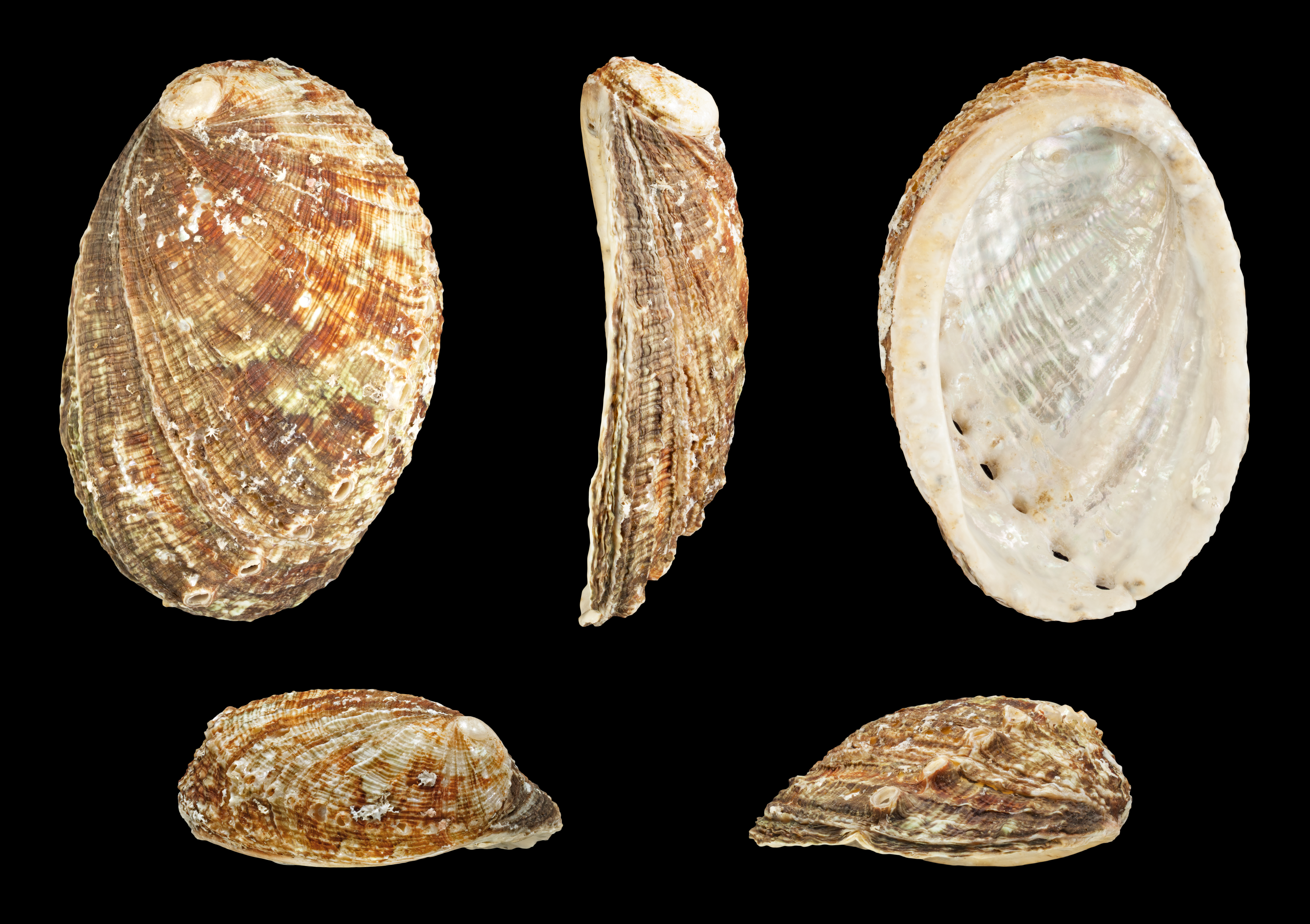
Haliotis diversicolor squamata

Haliotis diversicolor apresenta concha oval e funda, com lábio externo encurvado e com visíveis sulcos espirais em sua superfície, atravessados por estrias de crescimento que lhe dão aspecto reticulado e até mesmo escamoso em sua subespécie da Indonésia e norte da Austrália, Haliotis diversicolor squamata - australian abalone. Chegam de 8 a pouco mais de 12 centímetros e são de coloração creme a esverdeada, com desenhos marmoreados em marrom-avermelhado. Os furos abertos na concha, de 6 a 9, são de pequenos a grandes, circulares e pouco elevados. Região interna madreperolada, iridescente, apresentando o relevo da face externa visível e sem cicatriz muscular.

## Distribuição geográfica
Haliotis diversicolor ocorre em águas rasas da zona nerítica, entre as rochas, na região oeste do oceano Pacífico, na Coreia, Japão, China, Indonésia, Tailândia, Taiwan, Austrália Ocidental e no Território do Norte, também na costa nordeste da Austrália, em Queensland e na Nova Caledônia.[carece de fontes?]

## Subespécies
- Haliotis diversicolor diversicolor Reeve 1846
- Haliotis diversicolor squamata Reeve 1846